# Pepsi Auer
Pepsi Auer (München, 14 juni 1928 – aldaar, 29 maart 2013) was een Duitse jazz-pianist, vibrafonist, componist en arrangeur.
Auer speelde accordeon in een jeugdorkest, daarna leerde hij zichzelf vibrafoon spelen. Vanaf 1945 werkte hij in Amerikaanse clubs. In 1949 ging hij pianospelen. In 1954 werd hij lid van het combo van Freddy Christmann, dat hij in 1956 overnam. Hij toerde met Freddie Brocksieper (1957-1958) en de German All-Stars (1958) en hij speelde in de periode 1955-1964 ook mee op opnames van Brocksieper en de All-Stars. Van 1958 tot 1960 werkte Auer in het radio-orkest van Albert Mangelsdorff. Hij begeleidde Stan Getz, Eric Dolphy en Benny Bailey op hun tournees door Duitsland. Vanaf het midden van de jaren zestig werkte hij steeds meer als studiomuzikant en componist van televisiemuziek. In 1967 speelde hij met het jazzorkest van de Beierse omroep op het jazzfestival van Montreux, Don Costa was toen co-leider van de band.

## Discografie
met Eric Dolphy:
- Berlin Concerts, 1961 (Enja, 1993)
- In Europe 1961-1964, Universl, 2011 (dvd, Impro-Jazz, 2006)